# Mijnramp van Marcinelle

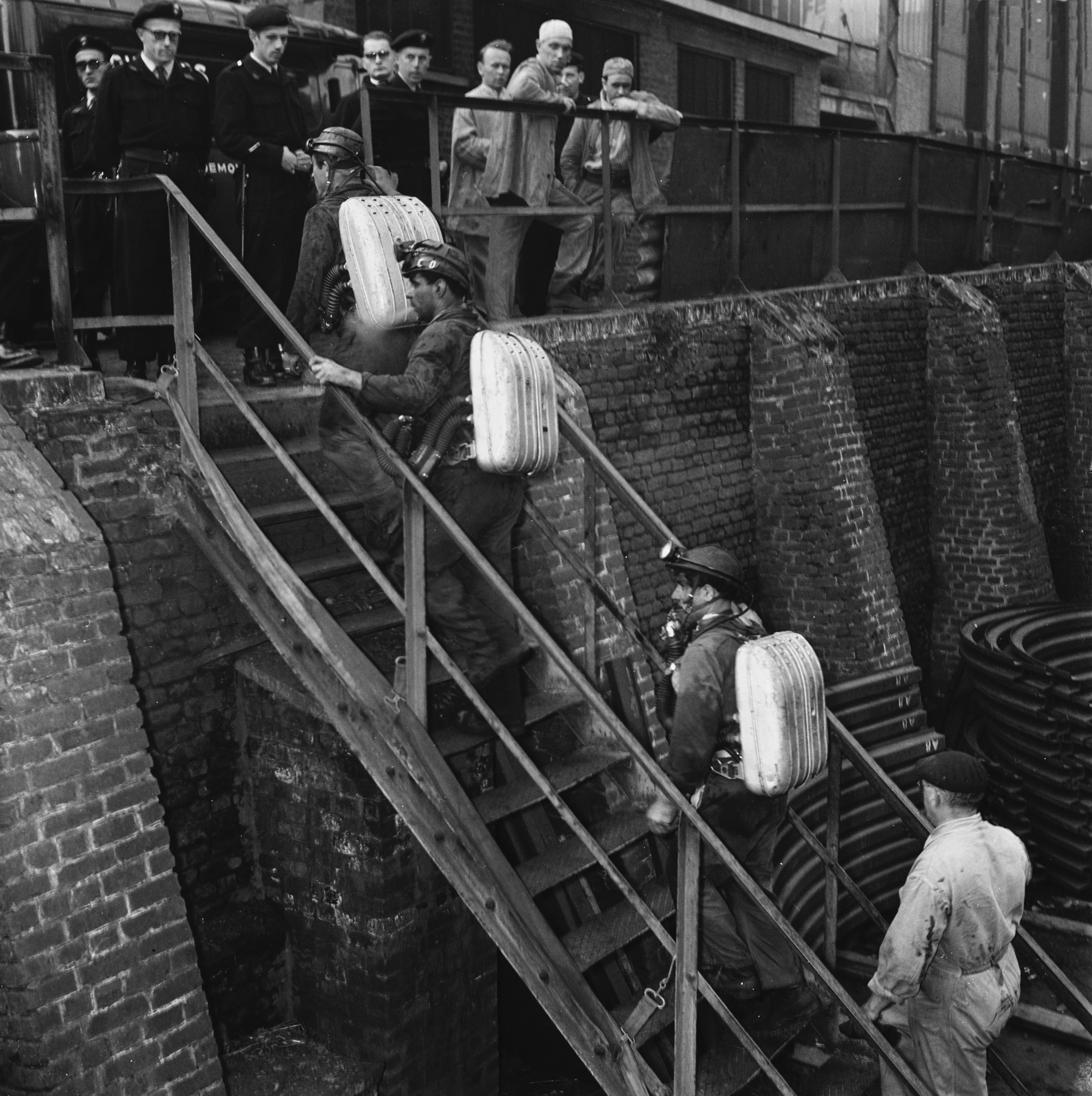
Redders met zuurstofapparaten

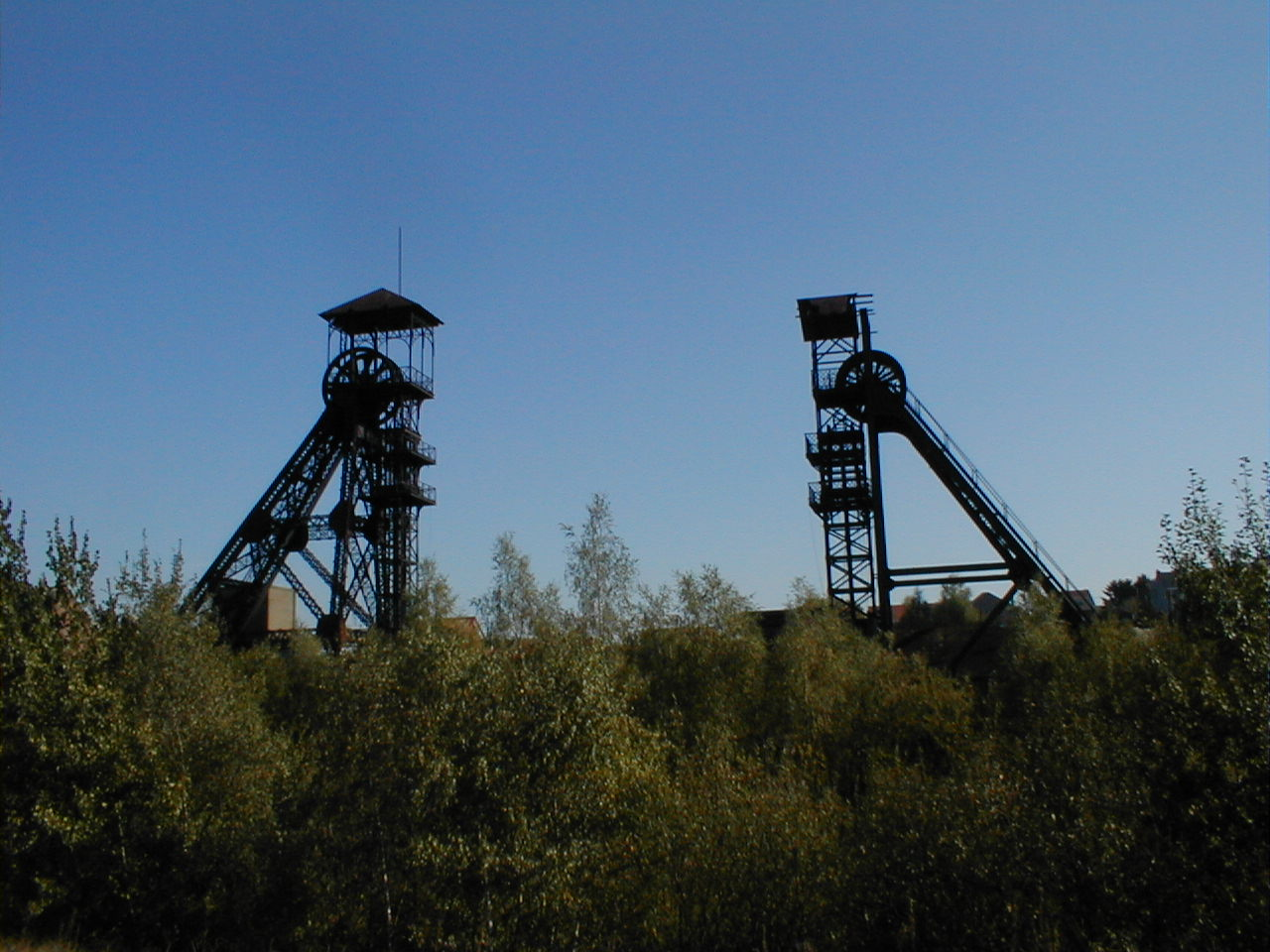
Schachtbokken

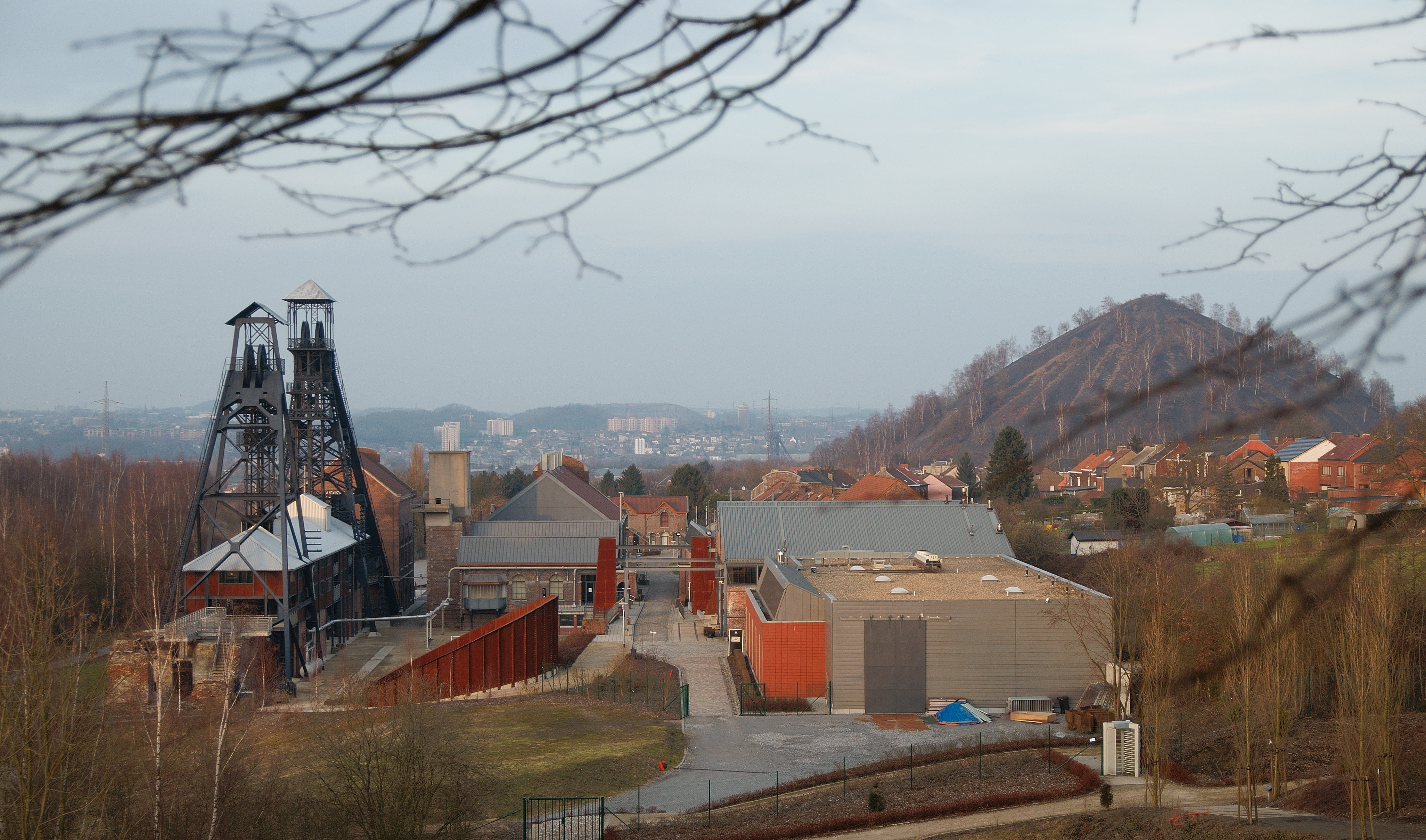
Overzichtsfoto

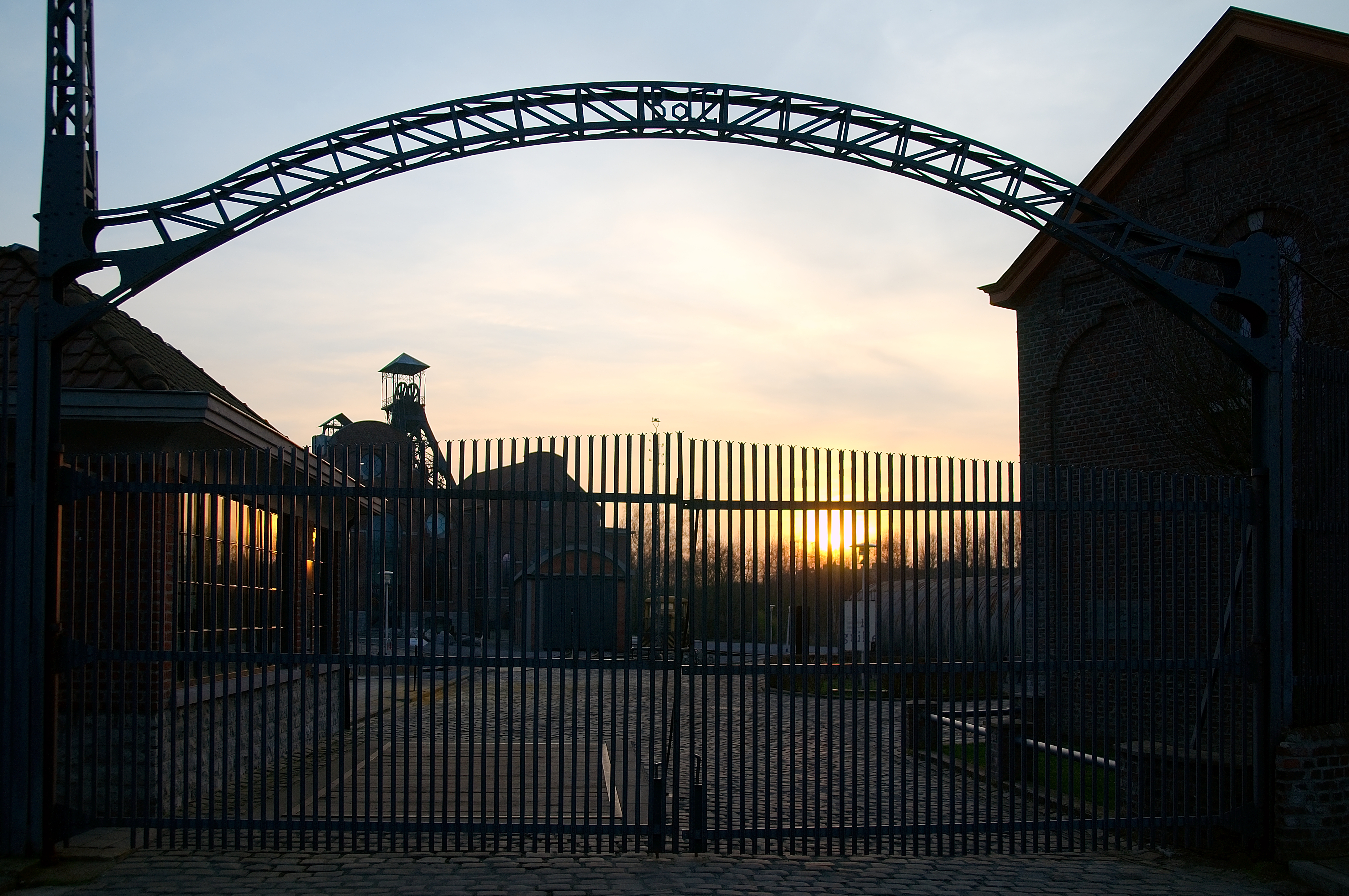
Toegangspoort

De mijnramp in Marcinelle is de grootste mijnramp uit de Belgische geschiedenis en een van de grootste uit de Europese mijnbouwgeschiedenis. Op 8 augustus 1956 kwamen bij een brand in Bois du Cazier 262 mensen van twaalf verschillende nationaliteiten om het leven, onder wie 136 Italianen en 95 Belgen. Slechts 6 mijnwerkers werden levend naar boven gebracht.

## Mijn
De ramp vond plaats in de kolenmijn Bois du Cazier bij Marcinelle, ten zuiden van Charleroi. De infrastructuur van de mijn was in alle opzichten verouderd. Het hydraulisch systeem werkte in Marcinelle nog op olie terwijl in vele andere mijnen al op water was overgeschakeld. De mijnschachten en de tussendeuren waren van hout en (nog) niet van staal. Toch voldeed Marcinelle aan de wettelijke voorschriften van die tijd. Pas na de ramp werden de veiligheidsregels grondig bijgesteld.

## Verloop
Op 8 augustus 1956, rond acht uur 's ochtends, besloot mijnwerker Antonio Ianetta op een diepte van 975 meter een volgeladen kolenwagen in de liftkooi in de verseluchtkoker te plaatsen. Ianetta wist niet dat de liftkooi eigenlijk niet op zijn niveau mocht stoppen. Om de volle wagen in de liftkooi te plaatsen, moest aan de andere kant een lege wagen worden weggeduwd. Een defecte nok blokkeerde dit echter. Toen de liftkooi bruusk werd opgehaald, rukten de wagens een balk van de laadplaats af.
De telefoonlijnen, twee hoogspanningskabels, de oliedrukleiding van de hydraulische balans en de persluchtleiding, die het ondergronds ingezette pneumatisch materieel voedde, braken af. Hierdoor brak bijna ogenblikkelijk een felle brand uit. Ianetta kwam naar boven en sloeg om 8.25 uur alarm. Door het ventilatiesysteem konden giftige gassen zich over andere mijnschachten verspreiden. Binnen een uur was geen enkele communicatie tussen boven- en ondergrond meer mogelijk.
De brand bereikte de vuileluchtafvoer, waardoor de koker onbruikbaar werd. Door de hitte braken de kabels en vielen twee kooien naar beneden. De mijnwerkers hadden nu geen ontsnappingsmogelijkheid meer. Een uur later daalden twee mannen via een nieuwe schacht af. Deze was door een betonnen muur van de rest van de mijn gescheiden. Het mangat dat als doorgang diende was echter te klein voor hun zuurstofapparaat, zodat ze niet verder konden. De ventilatie werd opnieuw opgestart. Vijftien uur later werden nog zes overlevenden teruggevonden.
De reddingsactie hield de wereld nog twee weken in de ban, tot op 23 augustus de laatste tunnel verkend was en de redders naar boven kwamen met de boodschap: “Tutti cadaveri” (allemaal dood).

## Proces
Aanvankelijk werd Antonio Ianetta ervan beschuldigd de ramp te hebben veroorzaakt. Uit vrees voor zijn leven werd hij naar Canada gestuurd, waar hij op 11 februari 2012 overleed. Pas drie jaar na de ramp, in 1959, volgde een proces over de verantwoordelijkheid voor de grootste mijnramp in de Belgische geschiedenis. Ingenieur Demeuse klaagde de regering aan, want aan de wettelijke veiligheidseisen was in 1956 voldaan in Marcinelle. De enige die werd veroordeeld was Adolphe Calicis, de directeur des travaux van de mijn. Hij kreeg in 1961 een voorwaardelijke straf van zes maanden en een geldboete, omdat hij niets had gedaan aan signalen die verkeerd konden worden begrepen. Nochtans had hij na de ramp zo veel mogelijk gedaan om mijnwerkers het leven te redden. Hij wordt gezien als een zondebok die moest hangen om hogere verantwoordelijken buiten schot te houden.

## Gevolgen
Het werk in de mijn van Marcinelle werd gewoon voortgezet, zij het in een trager tempo. Niemand wilde er werken, maar elders in de streek was geen werk te vinden. De mijn werd officieel gesloten op 15 januari 1961. Bij de sluiting en ontmanteling stuitten de mijnwerkers echter op een nieuwe, rijke laag steenkool en men ging opnieuw aan de slag. In december 1967 werd de rampmijn definitief opgedoekt. Ze doet nu dienst als museum en herdenkingsplaats. In 2012 werd ze, samen met drie andere sites, onder de naam 'belangrijkste mijnsites van Wallonië' opgenomen op de werelderfgoedlijst van UNESCO.
De ramp zorgde voor een verschuiving in de immigratie van gastarbeiders naar België. Na de Tweede Wereldoorlog kwamen gastarbeiders hoofdzakelijk uit Italië (zie Italianen in België), waarmee in 1946 een overeenkomst gesloten was. Wegens het grote aantal Italiaanse slachtoffers dreigde de Italiaanse regering dit immigratiecontract op te zeggen, tenzij extra veiligheidsmaatregelen genomen werden. De Belgische overheid ging hier niet op in, maar begon akkoorden met andere landen te sluiten, aanvankelijk met Spanje (1956) en Griekenland (1957), later ook met Marokko (1964), Turkije (1964), Tunesië (1969), Algerije (1970) en Joegoslavië (1970).
De prille Europese Gemeenschap voor Kolen en Staal greep de ramp aan om een grensoverschrijdend risicobeleid op poten te zetten. Dit leidde in het bijzonder tot technische normen over zaken als brandpreventie en ventilatie, terwijl de plannen rond een geïntegreerde sociale politiek weinig of geen vrucht droegen.
In 2006 werden enkele ritten van de Giro d'Italia in België verreden. In het jaar 2006 viel namelijk de 60e verjaardag van het zogenaamde Accord du Charbon, de overeenkomst die de eerste immigratiegolf uit Italië net na de Tweede Wereldoorlog regulariseerde. Het was ook de 50e verjaardag van de mijnramp te Marcinelle. Niet toevallig kwam de zondagetappe van de beroemde Italiaanse wielerronde dat jaar aan in Marcinelle.

## Galerij

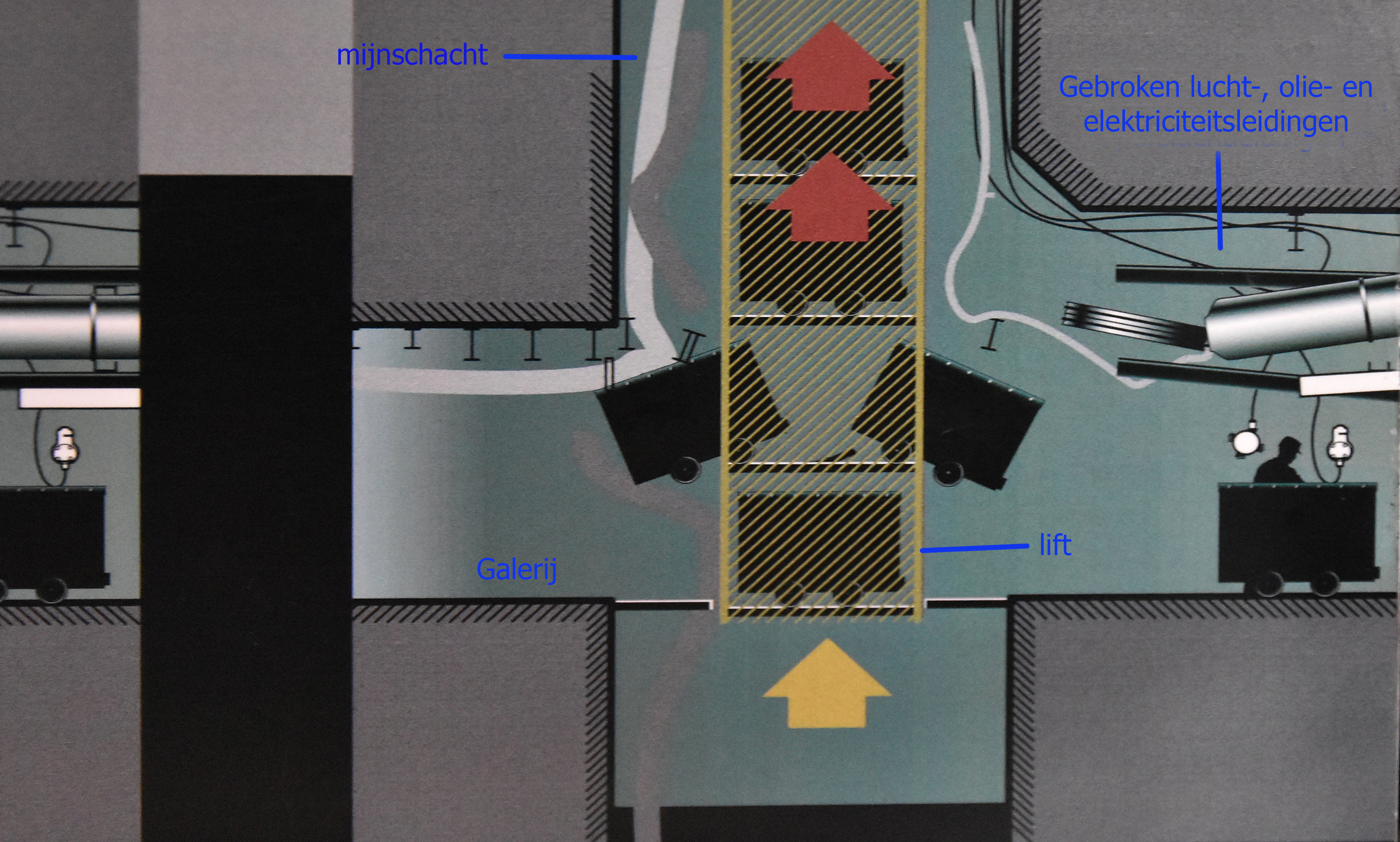
Schematische voorstelling van de oorzaak van de ramp
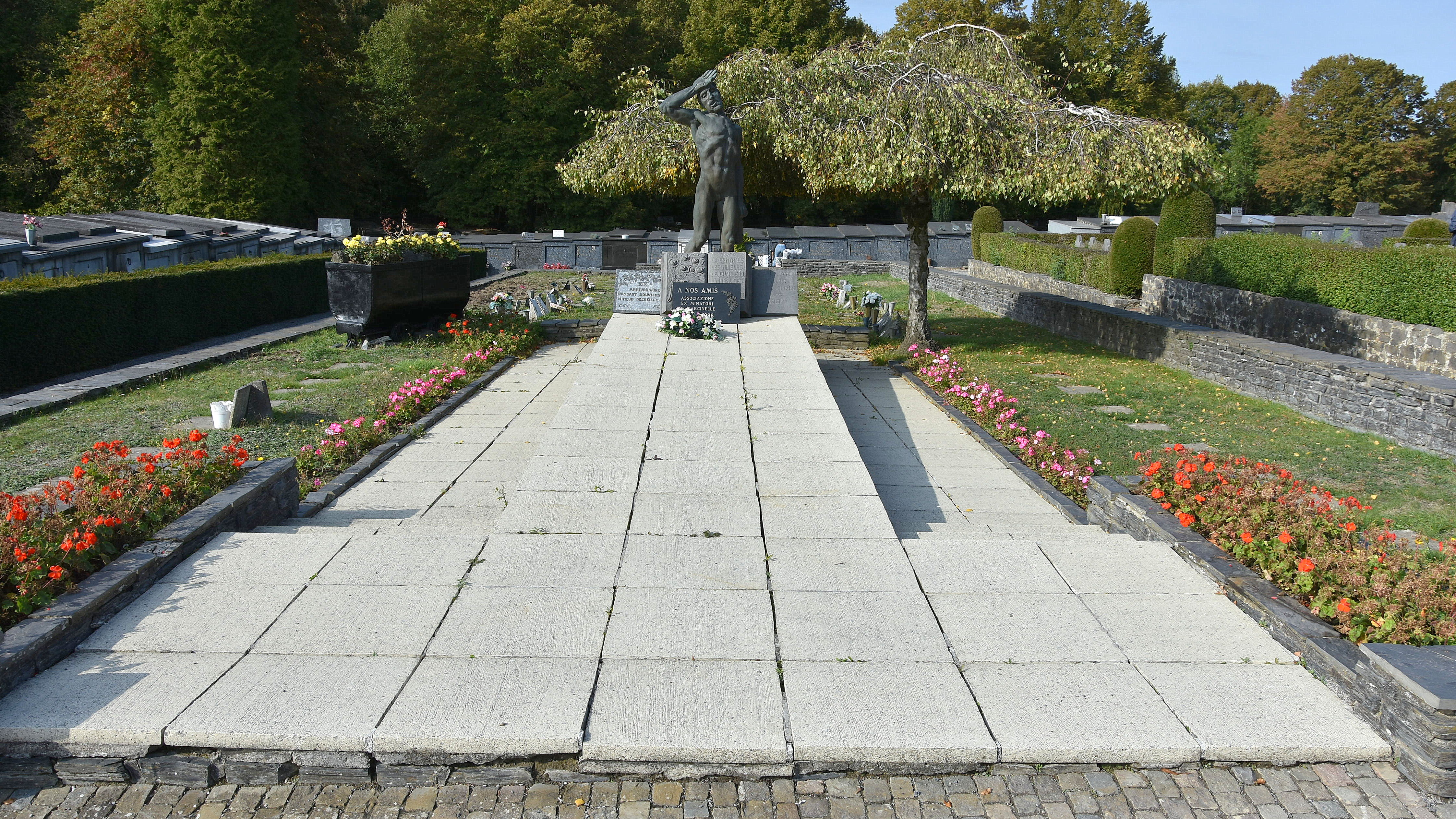
Het herdenkingsmonument voor de ramp op de begraafplaats te Marcinelle
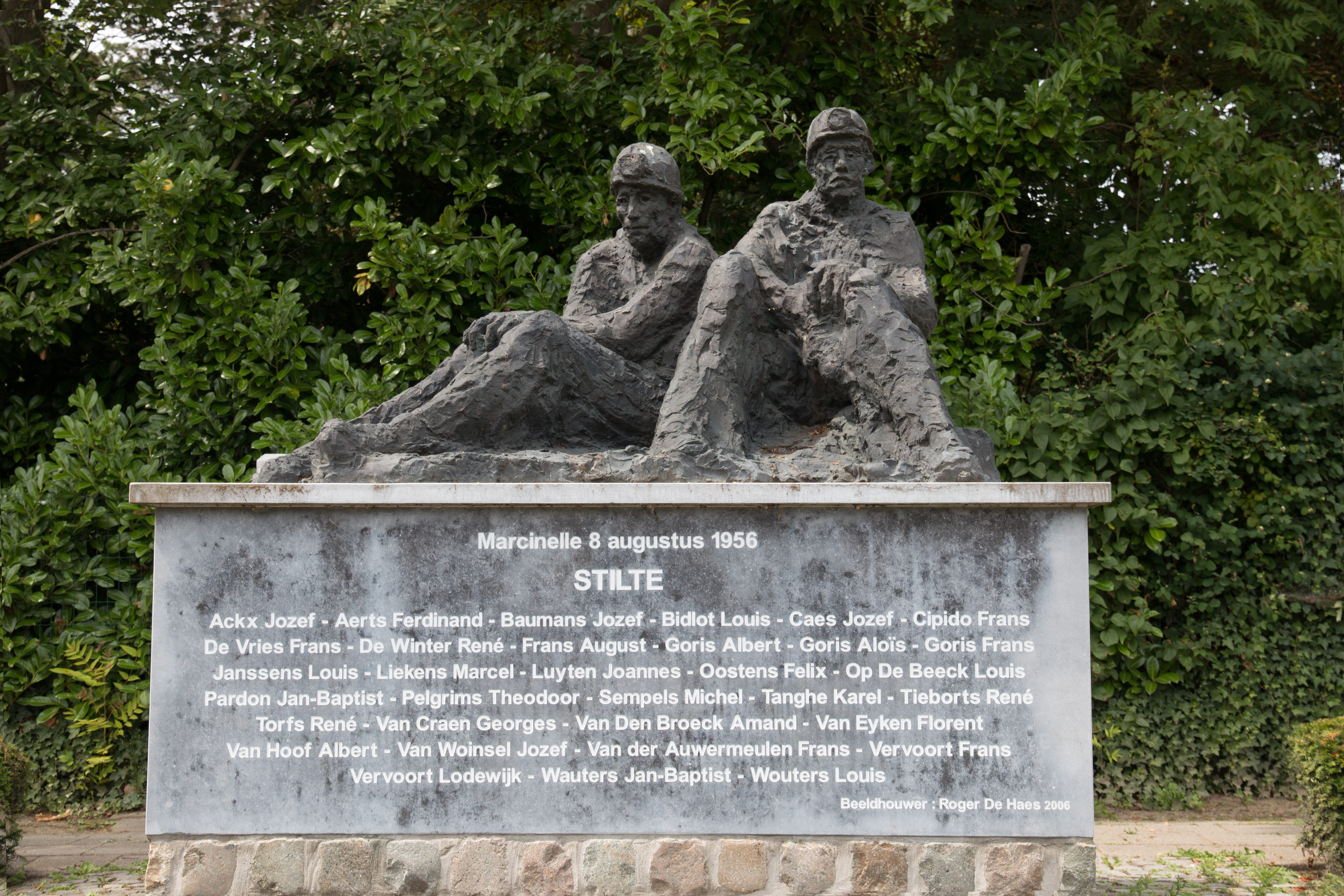
Herdenkingsmonument in Betekom